# Santa Croce di Magliano
Santa Croce di Magliano este o comună în Provincia Campobasso, Molise din sudul Italiei. În 2011 avea o populație de 4.701 de locuitori.

## Demografie
Santa Croce di Magliano - evoluția demografică

|  | Graficele sunt indisponibile din cauza unor probleme tehnice. Mai multe informații se găsesc la Phabricator și la wiki-ul MediaWiki. |

Date: Recensăminte sau birourile de statistică - grafică realizată de Wikipedia